# Гуидо Кавалканти
Вижте пояснителната страница за други личности с името Гуидо.
Гуидо Кавалканти (на италиански: Guido Cavalcanti) е италиански поет.

## Биография
Роден е около 1258 година във Флоренция в семейството на местния банкер и философ Кавалканте де Кавалканти от видната фамилия Кавалканти. Ученик на Брунето Латини и близък приятел на Данте Алигиери, той започва да пише поезия, утвърждавайки се като един от най-видните представители на Долче стил нуово. Активен гибелин, а след това бял гвелф, през 1300 година Кавалканти е прогонен от Флоренция от политическите си противници, но скоро заболява от малария и се връща в града.
Гуидо Кавалканти умира от малария на 29 август 1300 година във Флоренция.

## Творчество
Неговият поетичен корпус се състои от петдесет и две произведения, от които две песни, единадесет балади, тридесет и шест сонета, мотет и два фрагмента, съставени от по една строфа. Баладата е най-подходяща за приближаване до поетиката на Кавалканти, тъй като въплъщава нюансираната музикалност и деликатния лексикон, които след това се разрешават в хармонични конструкции. Сонетите на Кавалканти се отличават с ретроградни рими в терцетите. Сред най-известните му текстове са песента Donna me prega, сонетът Chi è questa che vèn, ch’og’om la mira и баладата Perch'i' no spero di tornar giammai.